# Massarina
Massarina is een geslacht van schimmels behorend tot de familie Massarinaceae. De typesoort is Massarina eburnea.

## Soorten
Volgens Index Fungorum telt het geslacht 117 soorten (peildatum april 2022):
| Soortnaam                                 | Auteur(s)                                  | Publicatiejaar |
| ----------------------------------------- | ------------------------------------------ | -------------- |
| Massarina abieticola                      | Vain. ex O.E. Erikss.                      | 2014           |
| Massarina adeana                          | (Petr.) E. Müll.                           | 1962           |
| Massarina albiziae                        | S. Ahmad                                   | 1971           |
| Massarina albocarnis                      | (Ellis & Everh.) M.E. Barr                 | 1992           |
| Massarina almeidana                       | Sousa da Câmara                            | 1929           |
| Massarina alpina                          | Katum.                                     | 1981           |
| Massarina ambigua                         | (Berl. & Bres.) O.E. Erikss.               | 1992           |
| Massarina appendiculata                   | Panwar, Purohit & Geholt                   | 1973           |
| Massarina australiensis                   | K.D. Hyde                                  | 1992           |
| Massarina australis                       | S.K. Bose                                  | 1961           |
| Massarina azadirachticola                 | Purohit & S.P. Joshi                       | 1982           |
| Massarina beaurivagea                     | Poonyth, K.D. Hyde, Aptroot & Peerally     | 1999           |
| Massarina berchemiae                      | Petr.                                      | 1952           |
| Massarina biconica                        | Petch                                      | 1922           |
| Massarina bosei                           | A. Pande & V.G. Rao                        | 1990           |
| Massarina brunaudii                       | S.K. Bose                                  | 1961           |
| Massarina capensis                        | Marinc., M.J. Wingf. & Crous               | 2008           |
| Massarina capparicola                     | A.K. Kar & Maity                           | 1970           |
| Massarina carolinensis                    | Kohlm., Volkm.-Kohlm. & O.E. Erikss.       | 1996           |
| Massarina chrysopogonis                   | G.F. Atk.                                  | 1897           |
| Massarina cisti                           | S.K. Bose                                  | 1961           |
| Massarina clypeata                        | (Petr.) E. Müll.                           | 1962           |
| Massarina coccifera                       | S.K. Bose                                  | 1961           |
| Massarina coffeae                         | (Speg.) S.K. Bose                          | 1961           |
| Massarina coffeicola                      | (Speg.) S.K. Bose                          | 1961           |
| Massarina colebrookeae                    | Srinivas. & P.G. Sathe                     | 1974           |
| Massarina coniferarum                     | Butin                                      | 1986           |
| Massarina constricta                      | Kaz. Tanaka & Y. Harada                    | 2003           |
| Massarina contraria                       | (Syd.) Arx & E. Müll.                      | 1975           |
| Massarina coryli                          | (P. Karst.) Sacc.                          | 1883           |
| Massarina cosmicola                       | Chipl.                                     | 1969           |
| Massarina cystophorae                     | (Cribb & J.W. Herb.) Kohlm. & E. Kohlm.    | 1979           |
| Massarina dianthi                         | Riofrio                                    | 1929           |
| Massarina dickasonii                      | (Wehm.) S. Ahmad                           | 1969           |
| Massarina dryopteridis                    | S.K. Bose                                  | 1961           |
| Massarina dubia                           | (Wehm. & S. Ahmad) S. Ahmad                | 1969           |
| Massarina eburnea (Beukenstippelkogeltje) | (Tul. & C. Tul.) Sacc.                     | 1883           |
| Massarina eburnella                       | Sacc.                                      | 1896           |
| Massarina eburnoides                      | (Sacc.) Sacc.                              | 1883           |
| Massarina eccentrica                      | M.E. Barr                                  | 1992           |
| Massarina episporiata                     | Z.Q. Yuan & M.E. Barr                      | 1994           |
| Massarina eucalypti                       | L.A. Kantsch.                              | 1928           |
| Massarina eugeniae                        | Srinivas. & P.G. Sathe                     | 1974           |
| Massarina flageoletiana                   | Sacc.                                      | 1893           |
| Massarina floridana                       | Petr.                                      | 1951           |
| Massarina floridana                       | Petrak                                     | 1952           |
| Massarina graminicola                     | Mundk. & S. Ahmad                          | 1946           |
| Massarina grandispora                     | Joanne E. Taylor, K.D. Hyde & E.B.G. Jones | 2003           |
| Massarina himalayensis                    | E. Müll.                                   | 1958           |
| Massarina hysterioides                    | (Ellis & Everh.) Berl.                     | 1894           |
| Massarina igniaria                        | (C. Booth) Aptroot                         | 1998           |
| Massarina immersa                         | Döbbeler                                   | 1978           |
| Massarina indigoferae                     | (E. Müll. & S. Ahmad) Boise                | 1985           |
| Massarina japonica                        | Kaz. Tanaka & Y. Harada                    | 2003           |
| Massarina jasminicola                     | T.S. Viswan.                               | 1960           |
| Massarina juniperi                        | S.K. Bose                                  | 1961           |
| Massarina kamatii                         | Tilak & Jadhav                             | 1972           |
| Massarina lacertensis                     | Kohlm. & Volkm.-Kohlm.                     | 1991           |
| Massarina lantanae                        | C. Ramesh                                  | 1993           |
| Massarina leucadendri                     | Marinc., M.J. Wingf. & Crous               | 2008           |
| Massarina leucosarca                      | (Ellis & Everh.) M.E. Barr                 | 1992           |
| Massarina ligustri                        | (Jacz.) Sacc.                              | 1895           |
| Massarina lonicerae                       | S.K. Bose & E. Müll.                       | 1967           |
| Massarina lunulata                        | (Tul. & C. Tul.) Sacc.                     | 1883           |
| Massarina mamma                           | (Jacz.) Sacc.                              | 1895           |
| Massarina marcucciana                     | (Auersw. & Rabenh.) Sacc.                  | 1883           |
| Massarina maritima                        | S.K. Bose                                  | 1961           |
| Massarina mauritiana                      | Poonyth, K.D. Hyde, Aptroot & Peerally     | 1999           |
| Massarina micacea                         | (J. Kunze) Sacc.                           | 1891           |
| Massarina microspora                      | Pass.                                      | 1891           |
| Massarina moeszii                         | Tóth                                       | 1961           |
| Massarina mori                            | (Fabre) Boise                              | 1985           |
| Massarina mucosa                          | Panwar & S.J. Kaur                         | 1977           |
| Massarina myricae                         | (Peck) Berl.                               |                |
| Massarina neesii                          | (Körb.) L. Holm                            | 2012           |
| Massarina nigroviridula                   | Rehm                                       | 1914           |
| Massarina oleicola                        | A. Pande & V.G. Rao                        | 1990           |
| Massarina oleina                          | S. Ahmad                                   | 1972           |
| Massarina operculicola                    | M. Morelet                                 | 1980           |
| Massarina oplismeni                       | Katum. & Y. Harada                         | 1979           |
| Massarina orientalis                      | (Wehm. & S. Ahmad) S. Ahmad                | 1969           |
| Massarina pandanicola                     | Tibpromma & K.D. Hyde                      | 2018           |
| Massarina parasitica                      | S.K. Bose & E. Müll.                       | 1965           |
| Massarina peerallyi                       | K.D. Hyde & Aptroot                        | 1998           |
| Massarina penicillata                     | (Sacc.) Sacc.                              | 1883           |
| Massarina phragmiticola                   | Poon & K.D. Hyde                           | 1998           |
| Massarina piskorzii                       | (Petr.) Boise                              | 1985           |
| Massarina plumigera                       | (Ellis & Everh.) Sacc. & Trotter           | 1913           |
| Massarina polycarpa                       | (Füisting) Sacc. & Traverso                | 1911           |
| Massarina polymorpha                      | (Rehm) Sacc.                               | 1883           |
| Massarina polytrichadelphi                | Döbbeler                                   | 2007           |
| Massarina pomacearum                      | Höhn.                                      | 1917           |
| Massarina psidii                          | Chona, Munjal & J.N. Kapoor                | 1957           |
| Massarina pusillispora                    | (Scheuer) Scheuer                          | 1999           |
| Massarina pustulata                       | I. Hino & Katum.                           | 1955           |
| Massarina quercina                        | (Géneau) E. Müll.                          | 1962           |
| Massarina raimundoi                       | Rehm                                       | 1914           |
| Massarina rhopalosperma                   | (Kirschst.) E. Müll.                       | 1962           |
| Massarina ricifera                        | Kohlm., Volkm.-Kohlm. & O.E. Erikss.       | 1995           |
| Massarina rupicola                        | (Sacc.) Y.M. Ahn & Shearer                 | 1995           |
| Massarina ryukyuensis                     | (I. Hino & Katum.) Kaz. Tanaka & Y. Harada | 2003           |
| Massarina salicincola                     | Rehm                                       | 1906           |
| Massarina salicis-capreae                 | (Roum.) Y.M. Ahn & Shearer                 | 1999           |
| Massarina sanguineo-ostiolata             | Aptroot, J. Fröhl. & K.D. Hyde             | 2000           |
| Massarina sarcostemmatis                  | K. Ramakr.                                 | 1953           |
| Massarina sivanesanii                     | Subhedar & V.G. Rao                        | 1986           |
| Massarina spartii                         | Pass.                                      | 1888           |
| Massarina spectabilis                     | Ade                                        | 1923           |
| Massarina spiraeae                        | S.K. Bose                                  | 1961           |
| Massarina submediana                      | Kaz. Tanaka & Y. Harada                    | 2003           |
| Massarina syringae                        | Kirschst.                                  | 1935           |
| Massarina taphrina                        | (Fr.) O.E. Erikss.                         | 1992           |
| Massarina tiliae                          | (W. Phillips & Plowr.) Sacc.               | 1883           |
| Massarina tricellula                      | Panwar & S.J. Kaur                         | 1975           |
| Massarina uniserialis                     | Kaz. Tanaka & Y. Harada                    | 2003           |
| Massarina usambarensis                    | (Henn.) Höhn.                              | 1910           |
| Massarina waikanaensis                    | (G.S. Ridl.) Shoemaker & C.E. Babc.        | 1989           |